# Estamariu
Estamariu település Spanyolországban, Lleida tartományban. Estamariu Les Valls de Valira, El Pont de Bar, Arsèguel, Alàs i Cerc és La Seu d’Urgell községekkel határos. Lakosainak száma 132 fő (2024).

## Népesség
A település népessége az utóbbi években az alábbiak szerint változott:
| Lakosok száma | 160  | 383  | 236  | 166  | 140  | 122  | 115  | 119  | 118  | 132  |
|               | 1717 | 1887 | 1936 | 1960 | 1986 | 2004 | 2009 | 2014 | 2019 | 2024 |